# スペキオススシカクワガタ
スペキオススシカクワガタ(Rhaetulus crenatus speciosus)は、コウチュウ目・クワガタムシ科・シカクワガタ属に属する。シカクワガタの中では大型のクワガタムシである。独立種とされていたが、タイワンシカクワガタの亜種に分類されている。ここでは亜種として記述する。昔の図鑑ではアカミトゲシカクワガタと表記されていた。
スペキオシスシカクワガタと表記されることもある。

## 形態
体長：オス33-70mm　メス29-33mm
- オスはシカの角のような大アゴを持ち、頭部付近に突起、下側にも出っ張った突起がある。
- 内歯は1対、先端に小歯が2対備えてある。
- 体色は主に橙であり、頭部と大アゴは黒である。
- 大アゴの湾曲具合は体長によって変化し、小さいほどまっすぐに近い形になる。
- 亜種がたくさんおり、とくに亜種の「kawanoi」は、上翅だけに鮮やかな色がつく。

## 生態
通常クワガタムシは羽化後、休眠するための休眠期間を要するが、シカクワガタ属はその休眠期間がかなり長い。
しかし、その中でもまだ長いのが本種である。数ヶ月から半年くらい休眠するようだ。
高温にはとくに弱いが、ディディエールシカクワガタよりは強く、25℃程度が普通。
卵から成虫になるまで、10カ月ほどかかる。
オスは気性は荒いが、闘争心はそれほど強くは無い。喧嘩が長引くと自分から身を引くことも少なくない。ただしペアリングの際にはメスを殺害しないように注意する必要がある。

## 分布
東南アジア（タイ王国・ミャンマー・ベトナム・ラオス）

## 近縁種
近縁種に、以下の亜種がある
- - R.c.crenatus（台湾）・・・タイワンシカクワガタ
  - R.c.speciosus（タイ北西部・本種）・・・スペキオススシカクワガタ
  - R.c.boileaui（ラオス）・・・ボイレアウシカクワガタ
  - R.c.gardneri（ミャンマー北部）・・・ガードナーシカクワガタ
  - R.c.kawanoi（ベトナム北部）・・・カワノシカクワガタ
  - R.c.lehmanni（ミャンマー南部）・・・レーマンシカクワガタ
  - R.c.fukinukii（インド北東部アッサム）・・・アッサムシカクワガタ
  - R.c.rubrifemoratus（中国南東部）・・・チュウゴクシカクワガタ

## 飼育・流通
流通はシカクワガタの中では多いほうであるが、クワガタ全体で考えると少ない。
飼育する愛好家も少ないが、標本としてコレクションしている人は多い。
産卵は基本的に材産みで、柔らかいナラ系の材を好む。